# 作野広昭
作野 広昭（さくの ひろあき、1957年1月17日 - ）は、日本の政治家、石川県議会議員（6期）。これまで石川県白山市長（1期）や松任市議会議員（3期）を歴任した。

## 来歴
石川県松任市出身。1975年金沢市立工業高等学校卒。1979年金沢工業大学土木工学科卒。1989年松任市議に初当選。副議長を務めた。1999年石川県議に初当選。3期務め、2010年県議会副議長。同年10月白山市長の角光雄が死去。白山市長選挙に立候補して当選した。在職中は補助金など制度見直しに着手、3期12年を限度とする「多選自粛条例」を提案し。議会で可決された。2014年の市長選挙では再選を目指したが、元石川県議の山田憲昭に敗れた。2015年の県議選に立候補して当選し、県議に復帰した。2018年に県議会議長に就任。2019年の県議選でも再選した。2023年の県議選では無投票で6回目の当選を果たした。